# 650
| 650                |
| ------------------ |
| Dødsfald - Fødsler |
|                    |

| Gregoriansk kalender | 650 DCL                 |
| Ab urbe condita      | 1403                    |
| Armensk kalender     | 99 ԹՎ ՂԹ                |
| Kinesiske kalender   | 3346 – 3347 己酉 – 庚戌 |
| Etiopisk kalender    | 642 – 643               |
| Jødisk kalender      | 4410 – 4411             |
| Hindukalendere       |                         |
| - Vikram Samvat      | 705 – 706               |
| - Shaka Samvat       | 572 – 573               |
| - Kali Yuga          | 3751 – 3752             |
| Iransk kalender      | 28 – 29                 |
| Islamisk kalender    | 29 – 30                 |

Se også 650 (tal)

## Begivenheder
- Det formodede år for anlæggelsen af den første del af Dannevirke.